# Филмски сусрети
Фестивал глумачких остварења домаћег играног филма Филмски сусрети у Нишу је јединствена манифестација филмске уметности која искључиво вреднује креативни рад филмских глумаца. Фестивал је почео са радом давне 1966. на иницијативу Удружења филмских глумаца Србије, пројекцијом филмова на летњој позорници у Нишкој тврђави. Први пут су се тада глумци окупили у Нишу да би се дружили и наградили оне који су пружили најбоље креације на филмском платну. До распада Југославије нишки Филмски сусрети су били фестивал глумачких остварења свих тада братских република Југославије а од њеног распада фестивал глумаца Србије.

## О фестивалу
Сваке године, током последње недеље августа, град Ниш угости читаву глумачку елиту наше земље. Симболични гест њихове „владавине“ градом током Фестивала је свечано уручивање кључева Града Председнику жирија (то је обично глумица) од стране Градоначелника Ниша, који по пријему кључа узвикује; 
Колеге глумци, Тврђава је наша!.
Сваком ко једном дође у Ниш на Филмске сусрете схвати да то и није Фестивал у правом смислу речи, није само такмичење, већ првенствено величанствено дружење глумаца уз свесрдну организацију и срдачну добродошлицу грађана Ниша и околине. То што фестивал има и своје награде, само је жеља организатора да са ода признање глумцима и њиховом раду за остварења, у години одржавања фестивала, која су дали гледаоцима радећи на снимању филмова. Наиме награде додељују жири састављен од глумца, а ко ће боље оценити рад глумаца него њихове колеге.
На Фестивалу су поред наших глумаца присуствовали и бројни инострани глумци. Најпознатији пар који је био гост Ниша је Ричард Бартон (учествовао у филму Сутјеска где је глумио лик Тита) са супругом Елизабет Тејлор; а осим њих и велики број истакнутих глумаца из некадашњих социјалистичких земаља.
Филски сусрети су увек били и најпосећенији домаћи филмски Фестивал у највећем биоскопу под отвореним небом, на Летњој позорници Нишке Тврђаве, која може да прими близу 4.000 гледалаца. Сваке година се тражи карта више, а улазнице или пропуснице вреде право мало богатство. Ниш сваке године широког срца дочека глумце. Живи са њима, на бројним трибинама посвећеним филму, у бројним биоскопским пројекцијама у салама и на отвореном простору, на улици и у кафани, делећи са њима радости дружења током последњих дана лета.

## Историјат
Оснивање Филмских сусрета, везује се за Станка Тасића, у време оснивања фестивала 1966. директора нишког предузећа за приказивање филмова „Славица“.
| „ | ... Станко Тасић је човек изузетних способности и врлина који је филм доживљавао као културну појаву. За њега је проста дистрибуција и приказивање била деградација филма, па је зато у Нишу често организовао ревије и промоције најновијих остварења... Сваки директор месног предузећа за приказивање филмова, сматрао је својим личним престижом организовање „Мале Пуле“ у свом месту, а дистрибутери настојали да колико год могу удовоље захтевима потенцијалних клијената. Тако се и неуморни и предузимљиви Станко Тасић обратио београдској филмској кући „Морава филм“ за помоћ у организовању поменуте ревије, желећи да те године направи нешто репрезентативније. Да позове глумце и редитеље и организује нешто што би се у Нишу памтило и о чему би се говорило и ван уских оквира града... | ” |

У то доба у свету је постојало много разних фестивала, специјализованих за одређене филмске делатности, али су Станко Тасић и Коста Царина, познати филмским преводилац из Београда, (који је свесрдно подржавао Тасића) предложили нешто оригиналније, Фестивал глумачких остварења, јер су схватили да је глумац заправо онај основни елемент, који утиче на гледаност и популарност једног филма. Тако је сазрела идеја о фестивалу посвећеном стваралаштву глумаца, на коме би се вредновала искључиво глумачка остварења.
| „ | Први сусрети су били прави медијски догађај. Продуценти су комплетну фестивалску рекламу из Пуле пренели у Ниш. Град је био свечано окићен, сав у знаку филма, а улице пуне познатих лица са великог екрана. Прве године, као и пар наредних, глумци су добијали признања само за прву и другу женску, односно мушку улогу, и још много незваничних робних награда. Касније су установљене званичне награде – „Царица Теодора“, „Цар Константин“, „Гран при Ћеле кула“, „Наиса“. | ” |

Први издање фестивала, одржано 1966, отворио је председник Општинске конференције Социјалистичког савеза Ниша Иван Вучковић. Нишки политички естаблишмент је са извесним подозрењем дочекао фестивал, да би се касније све то исправило и многи људи Ниша су стали уз организаторе, међу којима су се посебно истакли Ђорђе Стаменковић, Стојан Савић, Миодраг Апостоловић, Веселин Илић и многи други, укључујући ту и бројне донаторе и у то време добростојеће фабрике и предузећа, које су својим донацијама обезбеђивале бесплатне улазнице својим радницима и тиме код њих развијале љубав према фестивалу.
И ево од 1966. фестивал траје, без обзира на све потешкоће, и у овако сложеним временима, када профит претвара културу у економску категорију, безмало пола века, и трајаће и даље све док у Нишу буде љубави према филму, и према Нишу.

## Награде
- Награде Царица Теодора и Цар Константин додељују се од 1969. године
- Гран-при Ћеле кула додељује се од 1997. под именом Наиса
- Награда Павле Вуисић додељује се од 1994. уместо награде Славица која се додељивала од 1981. за изузетан допринос уметности глуме у домаћем филму.

### Званичне награде
- Гран при Наиса — Гран-при фестивала, за најбоље глумачко остварење на Фестивалу
- Царица Теодора — награда за најбољу главну женску улогу
- Цар Константин — награда за најбољу главну мушку улогу
- Повеља за најбољу женску улогу
- Повеља за најбољу мушку улогу
- Награда за најбољу епизодну женску улогу
- Награда за најбољу епизодну мушку улогу
- Награда за дебитантску улогу
- Награда Павле Вуисић — за изузетан допринос уметности глуме у домаћем филму (награду додељује посебан трочлани жири).

### Незваничне награде
- Она и он — награда за најбољи глумачки пар године, коју додељују Вечерње новости
- Награда Фрипресци за најбољу глумицу
- Награда Фрипресци за најбољег глумца
- Награда за најбољег глумца-продуцента
- Награда "Милорад Мандић Манда" за најбољу улогу у комедији

## Добитници
Бата Живојиновић је добио четири Гран-прија и два Цара Константина. Мирјана Јоковић је награду Царице Теодоре понела пет пута, Милена Зупанчич четири пута, Божидарка Фрајт три пута. Награду „Цара Константина“ по два пута су добили Павле Вуисић, Предраг Манојловић, Драган Николић, Светозар Цветковић, Никола Ђуричко, Александар Берчек и Душан Јанићијевић.

## Фото галерија
- Филмски сусрети 1984. године
- Снежана Савић
- Милан Штрљић
- Даница Максимовић, Мира Бањац, Драган Николић
- Ташко Начић и Миодраг Радовановић
- Реља Башић и Драгомир Фелба (види се с леђа)

- Филмски сусрети 1997. године
- Мића Томић прима награду "Павле Вујисић"
- Доајени српског глумишта са градоначелником Ниша на пријему у Градској кући